# Erik Balzer
Erik Balzer (* 14. Juli 1991 im Spremberg) ist ein ehemaliger deutscher Bahnradsportler.

## Sportliche Laufbahn
2007 wurde Erik Balzer deutscher Vize-Jugendmeister im 500-Meter-Zeitfahren. 2008 (mit Philipp Thiele und Johann Kassner) sowie 2009 (mit Eric Engler und Alexander Reinelt) wurde er jeweils deutscher Junioren-Meister im Teamsprint sowie 2009 Europameister der Junioren im Teamsprint und Junioren-Vizeweltmeister (mit Stefan Bötticher und Engler). 2010 (mit Engler und Maximilian Levy) und 2011 (mit Engler und Thiele) wurde er bei deutschen Bahnmeisterschaften der Elite jeweils Dritter, ebenfalls im Teamsprint.
2012 errang Balzer bei den Bahn-Europameisterschaften der Junioren und U23 im portugiesischen Anadia den Titel des Europameisters (U23) im Teamsprint, gemeinsam mit Eric Engler und Stefan Bötticher. Im Jahr darauf konnte er gemeinsam mit Engler und Max Niederlag diesen Erfolg wiederholen, zudem belegte er im Sprint Rang zwei und im Keirin Rang drei.
2016 musste Balzer eine längere Trainings- und Wettkampfpause wegen einer Zyste am Ischiasnerv einlegen, bis er im Juli des Jahres operiert wurde. Er startete beim vierten Lauf des Bahnrad-Weltcups in Los Angeles und belegte gemeinsam mit Max Niederlag, Robert Förstemann und Eric Engler Rang zwei im Teamsprint.
Im Herbst 2017 beendete Erik Balzer seine sportliche Laufbahn, nachdem er nach  Differenzen mit dem Bund Deutscher Radfahrer   seinen Status als B-Kader verloren hatte. Anfang August 2017 hatte er seine Ausbildung zum Brandmeister bei der Feuerwehr Cottbus abgeschlossen.

## Erfolge
2008
- Deutscher Junioren-Meister – Teamsprint (mit Philipp Thiele und Johann Kassner)

2009
- Junioren-Weltmeisterschaft – Teamsprint (mit Stefan Bötticher und Eric Engler)
- Junioren-Europameisterschaft – Teamsprint (mit Eric Engler und Alexander Reinelt)
- Deutscher Junioren-Meister – Teamsprint (mit Eric Engler und Alexander Reinelt)

2011
- U23-Europameister – Teamsprint (mit Joachim Eilers und Stefan Bötticher)

2012
- U23-Europameister – Teamsprint (mit Eric Engler und Stefan Bötticher)

2013
- U23-Europameisterschaft – Teamsprint (mit Eric Engler und Max Niederlag)
- U23-Europameisterschaft – Sprint
- U23-Europameisterschaft – Keirin

2017
- Deutscher Meister – Teamsprint (mit Maximilian Dörnbach und Maximilian Levy)

## Teams
- 2012 Track-Team-Brandenburg
- 2013–2017 Team Erdgas.2012